# Clare Greet
Clare Greet (wym. [kleə griːt], właśc. Clara Greet; ur. w 1870 w Leicesterze, zm. 14 lutego 1939 w Londynie) – angielska aktorka filmowa i teatralna.

## Życiorys
Była córką aktora i menedżera Johna Greeta i jego żony Fanny. Jej ojciec podróżował z przedstawieniami Williama Shakespeare’a oraz innych angielskich klasyków, przybliżając teatr brytyjski dzieciom w wieku szkolnym. Inne źródła podawały, że była ona córką Fredericka Greeta (ur. w 1836) i Elizabeth (ur. w 1841).
Karierę zaczynała od występowania w sztukach Shakespeare’a z zespołem Bena Greeta. Grywała w spektaklach w londyńskich teatrach na West Endzie (m.in. jako Louka w Arms and the Man George’a Bernarda Shawa, pani Midgett w Outward Bound Suttona Vane’a oraz Rummy Mitchens w Major Barbara Shawa). Na dużym ekranie zadebiutowała w 1921, w wieku 50 lat, występując w niemej komedii The Rotters (reż. A.V. Bramble). W filmach przeważnie odgrywała drobne role drugoplanowe lub epizody, wcielając się w kreacje starszych pań.
Najbardziej znana z długoletniej współpracy z angielskim reżyserem Alfredem Hitchcockiem, u którego w latach 1922–1939 wystąpiła w siedmiu filmach fabularnych (częściej niż jakakolwiek inna aktorka) – Numerze trzynastym (1922, film nieukończony z powodu braku funduszy; Greet z własnych środków dołożyła część gotówki, aby wesprzeć jego produkcję), Ringu (1927), Człowieku z wyspy (1929), Morderstwie (1930), Człowieku, który wiedział za dużo (1934), Tajnym agencie (1936) i Oberżach Jamajka (1939).
Zmarła w Londynie w dzielnicy Chelsea. W akcie zgonu wpisano, że miała 67 lat, lecz prawdopodobnie była o rok lub dwa lata starsza. Nigdy nie była zamężna. Miała czterech braci: Fredericka, Williama, Josepha i Johna, oraz siostrę Anne.

## Filmografia
Opracowano na podstawie materiału źródłowego:

- 1921: The Rotters – pani Clugson
- 1921: Love at the Wheel – Martha
- 1922: Three Live Ghosts – pani Gubbins
- 1922: Numer trzynasty – pani Peabody (film nieukończony)
- 1925: The Farmer from Texas – pani Appelboom
- 1927: Ring – wróżka (niewym. w czołówce)
- 1928: The Rising Generation – kucharka
- 1929: Człowiek z wyspy – pani Cregeen
- 1930: Morderstwo – członkini ławy przysięgłych
- 1931: Third Time Lucky – pani Scratton
- 1931: Alibi
- 1931: Many Waters – sprzątaczka w urzędzie stanu cywilnego (niewym. w czołówce)
- 1932: Lord Babs – pani Parker
- 1932: Znak czterech – pani Hudson (niewym. w czołówce)
- 1932: White Face – pani Albert
- 1932: Niewiasty lorda Cambera – Peach
- 1933: Channel Crossing – niespokojna pasażerka
- 1933: Mrs. Dane’s Defence – pani Bulsom-Porter
- 1933: The Pointing Finger – gospodyni
- 1934: Little Friend – pani Parry
- 1934: Człowiek, który wiedział za dużo – pani Brockett (niewym. w czołówce)
- 1935: Emil and the Detectives – babcia
- 1936: Maria Marten, or The Murder in the Red Barn – pani Marten
- 1936: Royal Eagle
- 1936: Tajny agent – pani Jones, kucharka (niewym. w czołówce)
- 1938: Zaułek Św. Marcina – stara Maud
- 1939: Oberża Jamajka – babcia Tremarney, dzierżawczyni Pengallana